# Palaquium sorsogonense
Palaquium sorsogonense är en tvåhjärtbladig växtart som beskrevs av Adolph Daniel Edward Elmer och Herman Johannes Lam. Palaquium sorsogonense ingår i släktet Palaquium och familjen Sapotaceae.
Artens utbredningsområde är Filippinerna. Inga underarter finns listade i Catalogue of Life.